# Цепляево-Второе
Цепляево-Второе — село в Шебекинском районе Белгородской области.
Входит в состав Большегородищенского сельского поселения.

## География
Расположено юго-западнее административного центра — села Большое Городище на автодороге 14К-13.
Рядом протекает река Короча, через село проходит просёлочная дорога.

### Улицы
- ул. В. Терешковой
- ул. Заречная
- ул. Луговая
- ул. Полевая

## Население
| 2002 | 2010 |
| ---- | ---- |
| 142  | ↘111 |